# Mitchel Malyk
Mitchel Malyk (Calgary, 1º gennaio 1995) è uno slittinista canadese.

## Biografia
Ha iniziato a gareggiare per la nazionale canadese nelle varie categorie giovanili dal 2009, ottenendo quale miglior risultato il quarto posto nel singolo ai campionati mondiali juniores disputatisi nel 2012 a Calgary e il quinto posto ai Giochi olimpici giovanili ad Innsbruck 2012.
A livello assoluto ha esordito in Coppa del Mondo nella stagione 2012/13 e ha ottenuto il suo primo podio il 14 febbraio 2016 ad Altenberg nella gara a squadre (2º) e la sua prima vittoria il 21 febbraio 2016 a Winterberg sempre nella competizione a squadre. In classifica generale si è classificato al quindicesimo posto nel 2015/16 nella specialità del singolo.
Ha preso parte a due edizioni dei Giochi olimpici invernali: a Soči 2014 ha raggiunto la ventiseiesima posizione nella prova individuale e a Pyeongchang 2018 ha terminato la gara del singolo al sedicesimo posto.
Ha altresì partecipato alla gara individuale in due edizioni dei campionati mondiali conquistando la medaglia di bronzo nella gara a squadre a Schönau am Königssee 2016, nella stessa occasione è giunto ottavo nel singolo sprint e dodicesimo nella competizione individuale. Si è inoltre piazzato quarto nella speciale classifica riservata agli under 23 a Whistler 2013. Ai campionati pacifico-americani ha vinto la medaglia d'argento a Calgary 2018 e quella di bronzo a Calgary 2016.

## Palmarès

### Mondiali
- 1 medaglia:
  - 1 bronzo (gara a squadre a Schönau am Königssee 2016).

### Campionati pacifico-americani
- 2 medaglie:
  - 1 argento (singolo a Calgary 2018)
  - 1 bronzo (singolo a Calgary 2016).

### Coppa del Mondo
- Miglior piazzamento in classifica generale nel singolo: 15º nel 2015/16.
- 3 podi (tutti nelle gare a squadre):
  - 1 vittoria;
  - 2 secondi posti.

#### Coppa del Mondo - vittorie
| Data             | Luogo      | Paese  | Disciplina                                                      |
| ---------------- | ---------- | ------ | --------------------------------------------------------------- |
| 21 febbraio 2016 | Winterberg | Canada | Gara a squadre con Arianne Jones, Tristan Walker e Justin Snith |